# Garcelle Beauvais
Garcelle Beauvais (Saint-Marc, Haiti, 1966. november 26. –) haiti–amerikai színésznő, modell.
Legismertebb alakítása Francesca "Fancy" Monroe a The Jamie Foxx Show című sorozatban. A New York rendőrei című sorozatban is szerepelt.

## Fiatalkora
Saint-Marcban született Marie-Claire Beauvais ápolónő és Axel Jean Pierre ügyvéd gyermekeként. Miután szülei elváltak, amikor még csak hároméves volt, hétéves korában édesanyjával és hat idősebb testvérével együtt az Egyesült Államokba költözött, és a Peabodyban telepedtek le, ahol általános iskolába járt. Az Egyesült Államokba érkezésekor Beauvais eredetileg csak franciául és kreolul beszélt, de angolul a Szezám utca tévénézéséből tanult meg.

## Pályafutása
Első nagyobb szerepe az 1988-as Amerikába jöttem című filmben volt. 1996 és 2001 között a The Jamie Foxx Show című sorozatban szerepelt. 2013-ban szerepelt Az elnök végveszélyben című filmben. 2017-ben a Pókember: Hazatérés című filmben szerepelt. 2019 és 2020 között a Mondj egy mesét című sorozatban szerepelt. 2019-ben szerepelt a Boldog Karácsonyt és Kellemes Ünnepeket! című sorozatban. 2020 óta a The Real Housewives of Beverly Hills című sorozatban szerepel. 2020 és 2022 között a The Real című műsor házigazdája volt. 2021-ben az Amerikába jöttem 2. című filmben szerepelt.

## Magánélete
Daniel Saunders producer felesége volt; házasságuk válással végződött. Van egy fiuk, Oliver Saunders, aki 1991-ben született. 2001 májusában Beauvais feleségül ment Mike Nilonhoz, a Creative Artists Agency tehetségkutató ügynökéhez. Ikerfiaik, Jax Joseph és Jaid Thomas Nilon 2007. október 18-án születtek. Öt éven keresztül meddőségi kezeléssel küzdöttek. 2010 áprilisában Beauvais nyilvánosan hűtlenséggel vádolta meg Nilont, miután az elismerte, hogy öt éven keresztül viszonya volt. Beauvais 2010. május 10-én beadta a válókeresetet, és közös felügyeletet kért fiaik felett.

## Filmográfia

### Filmek
| Év   | Magyar cím                        | Eredeti cím                        | Szerep                | Magyar hang      |
| ---- | --------------------------------- | ---------------------------------- | --------------------- | ---------------- |
| 1986 | Az embervadász                    | Manhunter                          | Fiatal női házvásárló |                  |
| 1988 | Amerikába jöttem                  | Coming to America                  | Rose Bearer           |                  |
| 1994 | Fullasztó                         | Every Breath                       | nő                    |                  |
| 1999 | Wild Wild West – Vadiúj vadnyugat | Wild Wild West                     | Belle                 | Kéri Kitty       |
| 2001 | Fejcserés támadás                 | Double Take                        | Chloe                 | Bíró Kriszta     |
| 2002 | Rossz társaság                    | Bad Company                        | Nicole                | Bognár Gyöngyvér |
| 2002 |                                   | Second String                      | Larissa Fullerton     |                  |
| 2004 | Birkanyírás 2.                    | Barbershop 2: Back in Business     | Loretta               |                  |
| 2005 | Amerikai fegyver                  | American Gun                       | Sarah                 | Pikali Gerda     |
| 2007 | Tudom, ki ölt meg                 | I Know Who Killed Me               | Julie Bascome         | Kerekes Andrea   |
| 2007 |                                   | The Cure                           | Trudie Ericson        |                  |
| 2009 |                                   | Women in Trouble                   | Maggie                |                  |
| 2010 |                                   | Eyes to See                        | Marie                 |                  |
| 2012 | Kényszerleszállás                 | Flight                             | Deana Coleman         |                  |
| 2012 |                                   | David E. Talbert's Suddenly Single | Samantha Stone        |                  |
| 2013 | Az elnök végveszélyben            | White House Down                   | Alison Sawyer         |                  |
| 2013 |                                   | Someone to Love                    | Natalie Gilbert       |                  |
| 2014 |                                   | Small Time                         | Linda                 |                  |
| 2014 |                                   | Girlfriends' Getaway               | Vicki Holmes          |                  |
| 2015 |                                   | Back to School Mom                 | Dee Riley             |                  |
| 2015 |                                   | A Girl Like Grace                  | Lisa                  |                  |
| 2015 |                                   | Girlfriends Getaway 2              | Vicki Holmes          |                  |
| 2016 |                                   | 7 Days                             | önmaga                |                  |
| 2017 | Pókember: Hazatérés               | Spider-Man: Homecoming             | Doris Toomes          | Peller Anna      |
| 2017 |                                   | You Get Me                         | igazgató              |                  |
| 2018 |                                   | Lalo's House                       | Francine              |                  |
| 2021 | Amerikába jöttem 2.               | Coming 2 America                   | Grace                 |                  |
| 2022 |                                   | Caught in His Web                  | Holland               |                  |

### Televíziós szerepek
| Év                     | Magyar cím                               | Eredeti cím                          | Szerep                                                  | Megjegyzések                            |
| ---------------------- | ---------------------------------------- | ------------------------------------ | ------------------------------------------------------- | --------------------------------------- |
| 1984, 1985             |                                          | Miami Vice                           | pincérnő / Gabriella                                    | 2 epizód                                |
| 1986                   | Cosby                                    | The Cosby Show                       | nővér                                                   | 1 epizód                                |
| 1991, 1993, 1994, 1996 |                                          | Family Matters                       | Lulu / Garcelle / Winslow nővér fiatalon / Nicole Moses | 4 epizód                                |
| 1992                   |                                          | Down the Shore                       | Liat                                                    | 1 epizód                                |
| 1992                   |                                          | Dream On                             | Danica                                                  | 1 epizód                                |
| 1992, 1995             | Kaliforniába jöttem                      | The Fresh Prince of Bel-Air          | Veronica, Sandra                                        | 3 epizód                                |
| 1993                   |                                          | Hangin' with Mr. Cooper              | Keeler                                                  | 1 epizód                                |
| 1993                   |                                          | Where I Live                         | Terry                                                   | 1 epizód                                |
| 1994                   |                                          | Dead at 21                           | rendőr                                                  | 1 epizód                                |
| 1994–1995              | Modellügynökség                          | Models Inc.                          | Cynthia Nichols                                         | főszereplő magyar hangja Németh Zsuzsa  |
| 1995                   |                                          | The Wayans Bros.                     | Rachel                                                  | 1 epizód                                |
| 1996–2001              |                                          | The Jamie Foxx Show                  | Francesca "Fancy" Monroe                                | főszereplő                              |
| 2000                   | Nemek harca                              | Opposite Sex                         | Ms. Maya Bradley                                        | Mellékszereplő                          |
| 2001                   | Titánok                                  | Titans                               | Tina                                                    | 1 epizód                                |
| 2001–2004              | New York rendőrei                        | NYPD Blue                            | Valerie Heywood                                         | főszereplő                              |
| 2002                   |                                          | Journeys in Black                    | önmaga                                                  | 1 epizód                                |
| 2003                   |                                          | I Love the '70s                      | önmaga                                                  | 1 epizód                                |
| 2003                   |                                          | The Bernie Mac Show                  | Vicki                                                   | 1 epizód                                |
| 2004                   | Félig üres                               | Curb Your Enthusiasm                 | Renee                                                   | 1 epizód                                |
| 2004                   |                                          | Life with Bonnie                     | Dr. Gamz                                                | 1 epizód                                |
| 2005                   |                                          | TV Land's Top Ten                    | önmaga                                                  | 1 epizód                                |
| 2005                   | Figyelők                                 | Eyes                                 | Nora Gage                                               | főszereplő                              |
| 2006                   | 10.5 – Világvége                         | 10.5: Apocalypse                     | Natalie Warner                                          | 2 epizód magyar hangja Náray Erika      |
| 2006                   | CSI: Miami helyszínelők                  | CSI: Miami                           | Katrina Iverson                                         | 1 epizód                                |
| 2009                   |                                          | Maneater                             | Suzee Saunders                                          | 1 epizód                                |
| 2009                   |                                          | Crash                                | Connie                                                  | 1 epizód                                |
| 2010                   |                                          | Harry Loves Lisa                     | önmaga                                                  | 1 epizód                                |
| 2010                   | Tökéletes célpont                        | Human Target                         | Vivian Cox                                              | 1 epizód                                |
| 2011                   |                                          | State of Georgia                     | Gwen Dressel                                            | 1 epizód                                |
| 2011–2012              | Franklin és Bash                         | Franklin & Bash                      | Hanna Linden                                            | főszereplő magyar hangja Peller Anna    |
| 2012                   |                                          | The Exes                             | Kendra                                                  | 1 epizód                                |
| 2013                   |                                          | Kris                                 | önmaga                                                  | 1 epizód                                |
| 2013                   | Psych – Dilis detektívek                 | Psych                                | Miranda Sherrod                                         | 1 epizód                                |
| 2013                   | Az ítélet: család                        | Arrested Development                 | Ophelia Love                                            | 1 epizód                                |
| 2013                   | Doktor D                                 | Necessary Roughness                  | Lana Langer                                             | 1 epizód                                |
| 2014                   |                                          | The Mommy Show                       | önmaga                                                  | 1 epizód                                |
| 2014                   |                                          | Playing House                        | Dr. Jay                                                 | 1 epizód                                |
| 2014                   | A mentalista                             | The Mentalist                        | Danitra Cass                                            | mellékszereplő                          |
| 2015                   |                                          | Oprah: Where Are They Now?           | önmaga                                                  | 1 epizód                                |
| 2015                   | Grimm                                    | Grimm                                | Henrietta                                               | mellékszereplő                          |
| 2016                   |                                          | The Doctors                          | önmaga                                                  | 1 epizód                                |
| 2016                   | Gordon Ramsay – A pokol konyhája         | Hell's Kitchen                       | önmaga                                                  | 1 epizód                                |
| 2016–2019              |                                          | The Magicians                        | Our Lady Underground                                    | mellékszereplő                          |
| 2017–2018              |                                          | Chicago Med                          | Lyla Dempsey                                            | 2 epizód                                |
| 2018                   | RuPaul: Drag Queen leszek! – Sztárparádé | RuPaul's Drag Race All Stars         | önmaga                                                  | 1 epizód                                |
| 2018                   |                                          | The Arrangement                      | Mason                                                   | mellékszereplő                          |
| 2018                   |                                          | Power                                | Linda                                                   | 1 epizód                                |
| 2019                   |                                          | Siren                                | Susan Bishop                                            | mellékszereplő                          |
| 2019                   |                                          | Middle School Moguls                 | Mrs. Pierre (hang)                                      | mellékszereplő                          |
| 2019                   | Boldog Karácsonyt és Kellemes Ünnepeket  | Merry Happy Whatever                 | Nancy                                                   | mellékszereplő                          |
| 2019–2020              | Mondj egy mesét                          | Tell Me a Story                      | Vernoica Garland                                        | mellékszereplő                          |
| 2020                   |                                          | Celebrity Family Feud                | önmaga                                                  | 1 epizód                                |
| 2020                   |                                          | Sugar Rush                           | önmaga                                                  | 1 epizód                                |
| 2020                   |                                          | Carol's Second Act                   | Tina                                                    | 1 epizód                                |
| 2020–2025              |                                          | The Real Housewives of Beverly Hills | önmaga                                                  | főszereplő                              |
| 2020–2022              |                                          | The Real                             | önmaga                                                  | műsorvezető                             |
| 2021                   |                                          | The Prince                           | önmaga                                                  | 2 epizód                                |
| 2022                   |                                          | Uncensored                           | önmaga                                                  | 1 epizód                                |
| 2023                   |                                          | Vanderpump Rules                     | önmaga                                                  | 1 epizód                                |
| 2023                   | Egy nagydarab lány túlélési útmutatója   | Survival of the Thickest             | önmaga                                                  | mellékszereplő magyar hangja Parti Nóra |
| 2023                   | A másik fekete lány                      | The Other Black Girl                 | Diana Gordon                                            | mellékszereplő                          |